# RK-3 Corsar
 (signalé en juin 2025).
Si vous disposez d'ouvrages ou d'articles de référence ou si vous connaissez des sites web de qualité traitant du thème abordé ici, merci de compléter l'article en donnant les références utiles à sa vérifiabilité et en les liant à la section « Notes et références ».
- Archive Wikiwix
- Bing
- Cairn
- DuckDuckGo
- E. Universalis
- Gallica
- Google
- G. Books
- G. News
- G. Scholar
- Persée
- Qwant
- (zh) Baidu
- (ru) Yandex
- (wd) trouver des œuvres sur Wikidata

Le RK-3 Corsar (en ukrainien : РК-3 Корсар) est un missile antichar ukrainien développé par le bureau d'études Luch. Le premier tir de test a lieu le 25 juillet 2013 près de Kyïv. Le Corsar a vocation à remplacer les systèmes hérités de l'ère soviétique comme le 9M113 Konkurs et le 9K111 Fagot.